# 伊賀定盛
伊賀 定盛（いが さだもり、1921年（大正10年）2月28日 - 1990年（平成2年）9月1日）は、昭和期の労働運動家、政治家。衆議院議員（4期）、兵庫県城崎郡余部村長。

## 来歴
兵庫県城崎郡余部村（香住町を経て現香美町）出身。1944年（昭和19年）関西大学法文学部卒業。その後、中央大学でも学んだ。従軍し陸軍主計少尉で除隊した。
1947年（昭和22年）余部村長に初当選。兵庫県立豊岡高等学校教諭を務め兵庫県高等学校教職員組合但馬支部書記長に在任。1950年（昭和25年）兵庫県議会議員に初当選し、以後3期務める。兵庫県議会日本社会党議員団幹事長、兵庫県日本社会党県本部副委員長などを歴任した。
1967年（昭和42年）第31回衆議院議員総選挙で旧兵庫5区に日本社会党公認で立候補し初当選。以降当選4回。日本・中国農業農民交流兵庫県協会長、社会党災害対策特別委員会事務局長、兵庫県商業振興協同組合理事長などを歴任。この間1970年（昭和45年）の兵庫県知事選挙に社会党と日本共産党両党の推薦で立候補するも、自民党と民社党が推薦した前兵庫県副知事の坂井時忠に敗れている。
1983年（昭和58年）第37回総選挙で落選し政界から引退する。
1990年9月1日、死去した。69歳没。同月4日、特旨を以て位記を追賜され、死没日付をもって従四位勲二等に叙され、瑞宝章を追贈された。
戒名は「正覚院律道盛心居士」。

## 国政選挙歴
- 第31回衆議院議員総選挙（兵庫県第5区、1967年1月、日本社会党公認）当選[4]
- 第32回衆議院議員総選挙（兵庫県第5区、1969年12月、日本社会党公認）次点落選[8]
- 第33回衆議院議員総選挙（兵庫県第5区、1972年12月、日本社会党公認）次点落選[8]
- 第34回衆議院議員総選挙（兵庫県第5区、1976年12月、日本社会党公認）当選[8]
- 第35回衆議院議員総選挙（兵庫県第5区、1979年10月、日本社会党公認）当選[9]
- 第36回衆議院議員総選挙（兵庫県第5区、1980年6月、日本社会党公認）当選[9]
- 第37回衆議院議員総選挙（兵庫県第5区、1983年12月、日本社会党公認）次点落選[5]